# Вісовац (острів)
Вісовац (хорв. Visovac) - невеликий острів в Хорватії. Знаходиться на річці Крка в місці, де вона розливається в озеро, на території національного парку Крка. Площа острова становить 17 376 м ², протяжність берегової лінії - 478 метрів . Острів має форму овалу розмірами приблизно 170 × 120 метрів.
Вісовац знаменитий розташованим на острові францисканським монастирем XVII століття. Острів розташований за 10 хвилин їзди на автомобілі від Дрнишу, за 6 кілометрів від Скрадину. Найстарші збережені частини комплексу відносяться до XIV століття.
У монастирі міститься цінна колекція книг, у тому числі - рукописних, творів мистецтва та інших документів.
Вперше острів згадується в 1345 році в дарчій короля Людовика Анжуйського, згідно з якою місто Ріг, острів Вісовац передавався князю Будіславу Угрінічу. Незабаром після цього під захистом хорватських дворян на острів переселялися відлюдники - послідовники святого Августина, які збудували невелику церкву і монастир на честь святого Павла. У 1440 році на острів прийшли і залишилися донині боснійські францисканці, що рятувалися від османського вторгнення.
Острів Вісовац є популярним туристичним пунктом: його монастир і музей щорічно привертають велику кількість гостей з усього світу.